# エルンスト・アッベ
エルンスト・カール・アッベ（Ernst Karl Abbe HonFRMS、1840年1月23日 - 1905年1月14日）は、ドイツの物理学者・光工学者・実業家・社会改革者である。
オットー・ショットやカール・ツァイスとともに、数々の光学機器を開発した。また、顕微鏡、天体望遠鏡、プラネタリウムなどの高度な光学システムを製造するドイツのメーカー、カール・ツァイス社の共同経営者でもあった。

## 生涯
アッベは1840年1月23日、ザクセン＝ヴァイマル＝アイゼナハ大公国のアイゼナハで生まれた。父は紡績工場の現場責任者のゲオルク・アダム・アッベ(Georg Adam Abbe)、母はエリーザベト・クリスティーナ・バルヒフェルト(Elisabeth Christina Barchfeldt)で、それほど裕福な家庭ではなかった。父の会社からの支援を受けて中等学校に通い、アイゼナハのギムナジウムで大学入学のための一般資格を優秀な成績で取得し、1857年に卒業した。
ギムナジウムを卒業する頃には、アッベの科学的才能と強い意志は明らかになっていた。父は、家計が苦しいにもかかわらず、アッベを大学へ行かせてやることを決めた。アッベは1857年から1859年までイェーナ大学、1859年から1861年までゲッティンゲン大学に通った。大学在学中、アッベは収入を得るために家庭教師をしていた。また、父の会社も学費の援助を続けていた。1861年3月23日、アッベはゲッティンゲン大学で博士号を取得した。在学中、ベルンハルト・リーマンやヴィルヘルム・ヴェーバーの影響を受けたが、ヴェーバーはゲッティンゲン七教授事件により失職した。
その後、ゲッティンゲンの天文台やフランクフルトのPhysikalischer Verein（物理学や化学に関心のある市民の集まりで、1824年にゲーテによって設立され、現在も存続している）で短期間の仕事を経験した。1863年8月8日に、イェーナ大学の講師の資格を取得し、1870年に実験物理学・力学・数学の准教授に就任した。1879年には正教授になった。1878年にイェーナ天文台の所長に就任した。1889年に、バイエルン科学・人文アカデミーの会員になった。また、ザクセン科学アカデミーの会員でもあった。
1891年、イェーナ大学での教職を退職した。1905年1月14日にイェーナで亡くなった。

## 業績

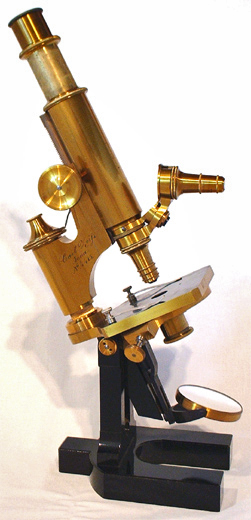
カール・ツァイス社の1879年の顕微鏡。光学設計はアッベが行った。

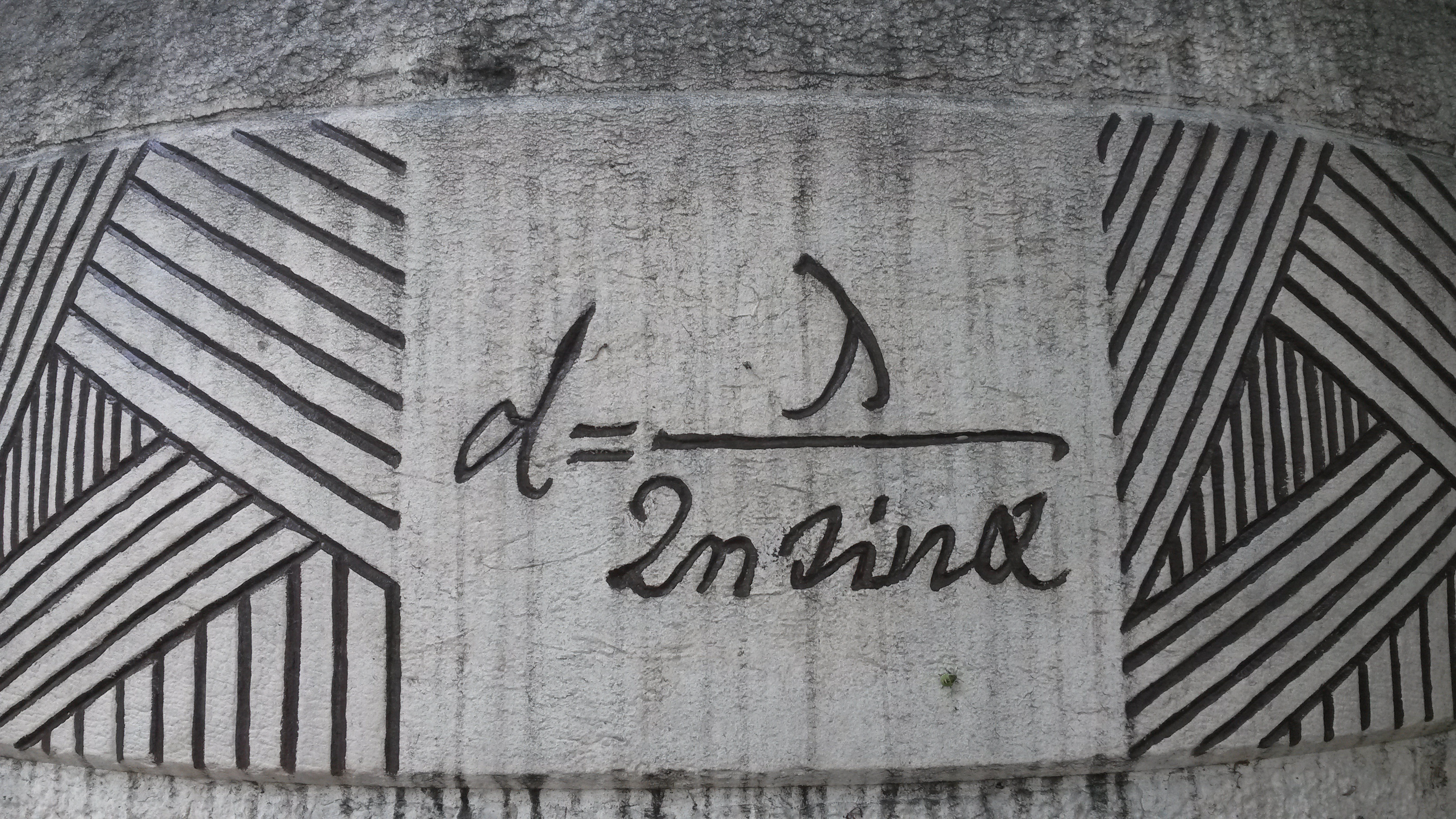
ドイツ・イェーナのエルンスト・アッベ記念館に刻まれた分解能限界の式

ドイツの1968年の切手

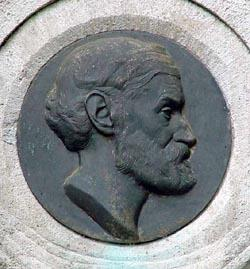
墓石に埋め込まれたアッベのレリーフ

1866年にはツァイス光学工場（現 カール・ツァイス社）の研究部長となり、1886年には原色と二色の両方の歪みを除去した顕微鏡レンズ「アポクロマート」を発明した。1870年には、顕微鏡の照明に使われる集束レンズを発明した。1871年には、初の屈折計を設計し、1874年に出版された小冊子で説明している。また、1872年には非発光体の像の法則を発見した。ツァイス光学工場は、1872年にアッベが改良した顕微鏡の販売を開始し、1877年には同種の液浸対物レンズを搭載した顕微鏡を、1886年にはアポクロマート対物レンズを搭載した顕微鏡を販売している。アッベは、透明な物質の屈折率の波長による変化を表すアッベ数と、解像力の観点から、角度の分離が波長と口径の比よりも小さくてはならないとするアッベの基準（分解能を参照）を生み出した。アッベは、すでにイェーナ大学で教授をしていたが、カール・ツァイス社に雇われ、当時試行錯誤に頼っていた光学機器の製造工程を改善した。アッベは、「開口数」(NA, numerical aperture)を定義した最初の人物である。
アッベは、次式で表される顕微鏡の分解能の限界を発見し、1873年に発表した。
しかし、ヘルムホルツは1874年の出版物の中で、この公式は61年前に亡くなったジョゼフ＝ルイ・ラグランジュが最初に導き出したものだと述べている。ヘルムホルツは感銘を受けてベルリン大学の教授職をアッベに申し出たが、アッベはツァイス社との関係を考慮して断った。アッベは広角派で、顕微鏡の解像度は最終的には光学系の口径によって制限されると主張していたが、用途によっては対物レンズの設計において口径よりも重視すべきパラメータがあることも主張していた。アッベが1874年に発表した論文"A Contribution to the Theory of the Microscope and the nature of Microscopic Vision"では、顕微鏡の解像度は口径に反比例すると述べているが、顕微鏡の解像度の限界を示す公式は提案していない。
1876年、アッベはツァイスからパートナーシップを申し出られ、多額の利益が得られるようになった。式1の最初の理論的な導出は他の人であっても、実験的にこの結論に到達したのはアッベが最初だと言っていいだろう。1878年、アッベは顕微鏡用の均質な液浸システムを初めて構築した。アッベとツァイスの共同研究により製造された対物レンズは理想的な光線の形状をしていたことにより、アッベは、顕微鏡の解像度の上限を決めるのはレンズの曲率や配置ではなく、絞りであることを発見することができた。アッベが式1を初めて発表したのは1882年である。この出版物の中で、アッベは理論的な調査と実験的な調査の両方で式1を確認したと述べている。アッベと同時代のヘンリー・エドワード・フリップは、アッベとヘルムホルツの論文を英訳し、両者の貢献を同等に評価している。また、1884年にはアルマン・フィゾーによる干渉法を完成させている。アッベ、カール・ツァイス、ツァイスの息子のローデリッヒ・ツァイス、オットー・ショットの4人は、1884年にイエナ・グラスヴェルク・ショット&ジェノッセン社（現在のショット社）を設立した。この会社は、後にツァイス光学工場と合併することになるが、初期の44種類の光学ガラスの研究と製造を担当した。また、1895年には望遠鏡を使った像面反転装置を製作した。
高品質の対物レンズを製造するために、アッベは対物レンズが式1の分解能限界に達するために必要な、球面収差とコマ収差の両方の収差の診断と補正に大きく貢献した。球面収差に加えて、アッベは光学系の光線が回折限界のスポットを生成するためには、その角度分布において一定の角度倍率を持たなければならないこと（アッベの正弦条件）を発見した。アッベの計算と成果は非常に画期的で高度なものであり、フリッツ・ゼルニケはこの計算に基づいて位相差顕微鏡の研究を行って1953年にノーベル物理学賞を受賞し、ハンス・ブシュはこの計算に基づいて電子顕微鏡の開発を行った。

## 労働改革活動
カール・ツァイス社の顕微鏡工場との関わりの中で、アッベは光学の分野だけでなく、労働改革の分野でも第一線で活躍した。1890年に社会民主主義的な新聞"Jenaische Zeitung"を創刊し、1900年には実父の14時間労働を反省して八時間労働制を導入した。それに加えて、年金基金と免責補償基金を創設した。1889年、アッベはカール・ツァイス財団を設立し、寄付を行った。この財団の目的は、「経済的、科学的、技術的な未来を確保し、これにより従業員の雇用保障を向上させること」だった。アッベは、従業員の成功は、出自・宗教・政治的見解などではなく、能力と実績のみに基づくものであることを強調した。1896年には、ツァイス光学工場を、利益分配のある協同組合に改組した。
アッベの社会観は、プロイセン政府がモデルにするほど尊重され、アルフレート・ヴェーバーが1947年に出版した"Schriften der Heidelberger Aktionsgruppe zur Demokratie und Zum Freien Sozialismus"の中でこれを理想としている。

## 著作物
アッベは、光学、レンズ設計、顕微鏡の先駆者であり、当時の権威であった。アッベは、自分の発見・発明について多くの出版物を残した。以下は、彼が執筆した出版物の一覧である。リンク先は、スキャンしたGoogleブックのページである。
- Abbe, Ernst (1873). “Über einen neuen Beleuchtungsapparat am Mikroskop [About a New Illumination Apparatus to the Microscope]” (ドイツ語). Archiv für mikroskopische Anatomie (Bonn, Germany: Verlag von Max Cohen & Sohn) 9:  469–480. doi:10.1007/bf02956177.
- (1873). “Beiträge zur Theorie des Mikroskops und der mikroskopischen Wahrnehmung [Contributions to the Theory of the Microscope and of Microscopic Perception]” (ドイツ語). Archiv für Mikroskopische Anatomie (Bonn, Germany: Verlag von Max Cohen & Sohn) 9 (1):  413–468. doi:10.1007/BF02956173. ISSN 0176-7364 2010年8月27日閲覧。.
- (1874). “Neue Apparate zur Bestimmung des Brechungs und Zerstreuungsvermögens fester und flüssiger Körper [New Equipment for Determining the Refraction and Dispersion Property of Solids and Liquids]” (ドイツ語). Jenaische Zeitschrift für Naturwissenschaft (Jena, Germany: Mauke's Verlag) 8:  96–174.
- (1875). “A New Illuminating Apparatus for the Microscope”. The Monthly Microscopical Journal (London, UK: Robert Hardwicke) 13 (2):  77–82. doi:10.1111/j.1365-2818.1875.tb00845.x.
- (1876). Lawson, Henry. ed. “A Contribution to the Theory of the Microscope and the Nature of Microscopic Vision”. Proceedings of the Bristol Naturalists' Society (London, UK: Williams & Northgate) 1:  200–261.
- (1875). Lawson, Henry. ed. “Extracts from Dr. H. E. Fripp's Translation of Professor Abbe's Paper on the Microscope”. The Monthly Microscopical Journal (London, UK: Williams & Northgate) 14 (4):  191–201. doi:10.1111/j.1365-2818.1875.tb00067.x.
- (1875). Lawson, Henry. ed. “Extracts from Dr. H. E. Fripp's Translation of Professor Abbe's Paper on the Microscope (Cont.)”. The Monthly Microscopical Journal (London, UK: Williams & Northgate) 14:  245–254. doi:10.1111/j.1365-2818.1875.tb00076.x.
- (1878). “Über mikrometrische Messung mittelst optischer Bilder [About Micrometric Measurement by Means of Optical Images]” (ドイツ語). Jenaische Zeitschrift für Naturwissenschaft (Jena, Germany: Verlag Von Gustav Fischer):  11–17.
- (1878). “Über Blutkörper-Zählung [About Counting Blood Cells]” (ドイツ語). Jenaische Zeitschrift für Naturwissenschaft (Jena, Germany: Verlag Von Gustav Fischer):  98–105.
- (1878). “Über die Bedingungen des Aplanatismus der Linsensysteme [The Conditions Under Which Aplanatism of the Lens Systems]” (ドイツ語). Jenaische Zeitschrift für Naturwissenschaft (Jena, Germany: Verlag Von Gustav Fischer):  129–142.
- (1878). “Über die Grenzen der geometrischen Optik [Beyond the Limits of Geometric Optics]” (ドイツ語). Jenaische Zeitschrift für Naturwissenschaft (Jena, Germany: Verlag Von Gustav Fischer):  71–109.
- (11 June 1879). Crisp, Frank. ed. “On Stephenson's System of Homogeneous Immersion for Microscope Objectives”. Journal of the Royal Microscopical Society (London, UK: Williams & Norgate) 2 (3):  256–265. doi:10.1111/j.1365-2818.1879.tb01651.x.
- (1879). Crisp, Frank. ed. “On New Methods for Improving Spherical Correction applied to the Construction of Wide-angled Object-glasses”. Journal of the Royal Microscopical Society (London, UK: Williams & Norgate) 2 (7):  812–824. doi:10.1111/j.1365-2818.1879.tb01548.x.
- (2 May 1879). “Über die Bestimmung von Zeit und Polhöhe aus Beobachtungen in Höhenparallen [The Determination of Time and Latitude Observations Made in Höhenparallen]” (ドイツ語). Jenaische Zeitschrift für Naturwissenschaft (Jena, Germany: Verlag Von Gustav Fischer):  57–66.
- (21 February 1879). “Über die Bestimmung der Brechungs-Verhältnisse fester Körper mittelst des Refractometers [The Determination of the Refractive Ratios of Solids by Means of Refractometers]” (ドイツ語). Jenaische Zeitschrift für Naturwissenschaft (Jena, Germany: Verlag Von Gustav Fischer):  35–44.
- (1880). Crisp, Frank. ed. “Conditions on Aplanatism of Systems of Lenses”. Journal of the Royal Microscopical Society (London, UK: Williams & Norgate) 3:  509–515.[出典無効]
- (1880). Crisp, Frank. ed. “Some Remarks on the Apertometer”. Journal of the Royal Microscopical Society (London, UK: Williams & Norgate) 3:  20–31. doi:10.1111/j.1365-2818.1880.tb05648.x.
- (1880). Crisp, Frank. ed. “Conditions of Aplanatism for Wide-angled Pencils”. Journal of the Royal Microscopical Society. 2 (London, UK: Williams & Norgate) 1:  831.
- (1881). Crisp, Frank. ed. “The Essence of Homogeneous Immersion”. Journal of the Royal Microscopical Society. 2 (London, UK: Williams & Norgate) 1:  526.
- (1881). Crisp, Frank. ed. “Illumination for Binocular Microscopes with High Powers”. Journal of the Royal Microscopical Society. 2 (London, UK: Williams & Norgate) 1:  690–692.
- (1881). Crisp, Frank. ed. “Penetrating Power of Objectives”. Journal of the Royal Microscopical Society. 2 (London, UK: Williams & Norgate) 1:  831–832.
- (1881). “Beschreibung eines neuen stereoskopischen Oculars [Description of a New Stereoscopic Eye-piece]” (ドイツ語). Repertorium für Experimental-Physik für Physikalische Technik (Munich, Germany: Druck und Verlag Von R. Oldenbourg) 17:  197–224.
- (1881). Crisp, Frank. ed. “Origin of Homogeneous Immersion”. Journal of the Royal Microscopical Society. 2 (London, UK: Williams & Norgate) 1:  131–134.
- (1881). Crisp, Frank. ed. Conditions of Microstereoscopic Vision – "Penetration". 2. 1. London, UK: Williams & Norgate. pp. 680–689.
- (1881). Crisp, Frank. ed. “On the Estimation of Aperture in the Microscope”. Journal of the Royal Microscopical Society (London, UK: Williams & Norgate) 1 (3):  388–423. doi:10.1111/j.1365-2818.1881.tb05909.x.
- (1881). Crisp, Frank. ed. “On the Conditions of Orthoscopic and Pseudoscopic Effects in the Binocular Microscope”. Journal of the Royal Microscopical Society. 2 (London, UK: Williams & Norgate) 1 (2):  203–211. doi:10.1111/j.1365-2818.1881.tb05902.x.
- (1881). Crisp, Frank. ed. “Abbe's Stereoscopic Eye-piece”. Journal of the Royal Microscopical Society. 2 (London, UK: Williams & Norgate) 1:  298–299.
- (1882). Crisp, Frank. ed. “Miniatured Images”. Journal of the Royal Microscopical Society. 2 (London, UK: Williams & Norgate) 2:  693–696.
- (1882). Crisp, Frank. ed. “The Relation of Aperture and Power in the Microscope”. Journal of the Royal Microscopical Society (London, UK: Williams & Norgate) 2 (3):  300–309. doi:10.1111/j.1365-2818.1882.tb00190.x.
- (1882). Crisp, Frank. ed. “The Relation of Aperture and Power in the Microscope (continued)”. Journal of the Royal Microscopical Society. 2 (London, UK: Williams & Norgate) 2 (1):  460–473. doi:10.1111/j.1365-2818.1882.tb04805.x.
- (1883). Crisp, Frank. ed. “The Relation of Aperture and Power in the Microscope (continued)”. Journal of the Royal Microscopical Society. 2 (London, UK: Williams & Norgate) 3 (1):  790–812. doi:10.1111/j.1365-2818.1883.tb05956.x.
- (1884). Crisp, Frank. ed. “Note on the Proper Definition of the Amplifying Power of a Lens or Lens-System”. Journal of the Royal Microscopical Society (London, UK: Williams & Norgate) 4 (1):  348–351. doi:10.1111/j.1365-2818.1884.tb01110.x.

- (1884). Crisp, Frank. ed. “On the Mode of Vision with Objectives of Wide Aperture”. Journal of the Royal Microscopical Society (London, UK: Williams & Norgate) 4 (1):  20–27. doi:10.1111/j.1365-2818.1884.tb02005.x.
- (1886). “The new microscope”. S Ber Jena Ges Med 2:  107–108.[要文献特定詳細情報]
- (1886) (ドイツ語). Über Verbesserungen des Mikroscope mit Hilfe neuer Arten optischen Glases [About Enhancements of the Microscope Using New Types of Optical Glass]
- (1890). “Messapparate für Physiker [Measuring Equipment for Physicists]” (ドイツ語). Zeitschrift für Instrumentenkunde 10:  446–447.
- (1895). Double Prism for Totally-Reflecting Refractometers. Google Patents
- (1895) (ドイツ語). Motive und Erläuterungen zum Entwurf eines Statuts der Carl Zeiss-Stiftung [Motives and Explanations on the Draft Statute of the Carl Zeiss Foundation]. Vopelius
- ; Rudolph, P. (1897). “Anamorphotisches Linsensystem [Anamorphic Lens System]” (ドイツ語). German Pat 99722.
- (1904) (ドイツ語). Gesammelte Abhandlungen [Collected Essay]. 5 volumes, released from 1904 until 1940. New York, NY: Hildesheim. LCCN 94-235187
- ; Lummer, Otto; Reiche, Fritz (1910) (ドイツ語). Die Lehre von der Bildentstehung im Mikroskop [The Theory of Image Formation in the Microscope]. Braunschweig, Germany: F. Vieweg und Sohn. LCCN 10-17693
- (1921) (ドイツ語). Sozialpolitische Schriften [Socio-political Writings]. Jena, Germany: Gustav Fischer. LCCN 49-36118

## 私生活

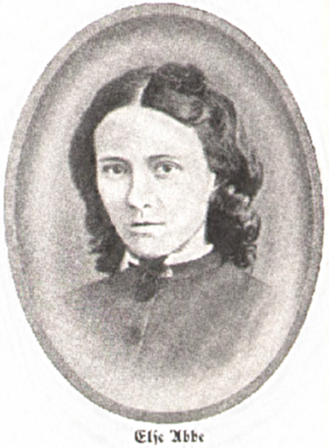
エルゼ・スネル

1871年、アッベの教師の1人であった数学者・物理学者カール・スネルの娘、エルゼ・スネル(Else Snell)と結婚し、2人の娘をもうけた。
アッベは無神論者であった。

## 教育活動
イェーナ大学でアッベは少なくとも次の講義を行った。「重力理論」,「電気学・電気力学」,「複素関数論」,「物理実習」,「力学各論」,「固体力学」。

## アッベに因むもの
月のクレーター「アッベ」は、アッベに因んで名付けられた。

## 年表
- 1840年 アッベ、アイゼナハに生まれる。
- 1846年 アッベ、小学校に入学し、1850年に卒業する。
- 1850年 アッベ、アイゼナハの実業中学校に入学し、1857年に卒業する。
- 1857年 （-1859年）アッベ、イェーナ大学でカール・スネル教授（1806年-1889年）に数学と物理学を学ぶ。
- 1859年 （-1861年）アッベ、スネルの助言に従い、ゲッチンゲン大学に移る。ゲッチンゲン大学ではヴィルヘルム・ヴェーバー教授（1804年-1893年）に物理学、ベルンハルト・リーマン教授（1826年-1866年）に数学を学ぶ。数学と言語の優秀な才能を持つ同世代のハラルト・シュッツ（Harald Schütz）と親友になり、友情は生涯続くことになる。
- 1861年 アッベ、「力学的熱理論の基礎原理の経験に基づく実証」というテーマの優秀な研究で、3月23日にゲッチンゲン大学で博士号を取得する[18]。フランクフルトに移り家庭教師、地元の科学学会で電気学の理論を講義をしたりなどした[18]。
- 1863年 アッベ、イェーナに戻り、イェーナ大学で数学と物理学の私講師を務める。イェーナ医学・自然科学学会の会員となり、1895年までに45回の講義を行う。
- 1864年 12月8日ジェームズ・クラーク・マクスウェルが光の電磁波説を発表する。
- 1866年 顕微鏡の伝統的な製造方法の限界を感じていたカール・ツァイスが、「26歳の無給の大学私講師」であるアッベに科学的原理に基づいた顕微鏡の製造について相談を持ちかける。アッベ、宮廷とイェーナ大学の御用機械師カール・ツァイス（1816年-1888年）と自由契約の科学者となる。
- 1869年 ゴットロープ・フレーゲ、イェーナ大学に入学。アッベ、スネルらの講義を受講する。
- 1871年 アッベ、スネル教授の娘エリーゼ・スネル（1844年-1914年）と結婚する。フレーゲ、敬愛するスネル、アッベの範に倣い（アッベの勧めもあったのは確実とされる）ゲッチンゲン大学に移る[19]。
- 1872年 カール・ツァイス社の顕微鏡はすべてアッベの計算によって作られるようになる。アッベ、11月18日に長女のマルガレーテが生まれる。
- 1873年 ジェームズ・クラーク・マクスウェルが電気磁気論（A Treatise on Electricity and Magnetism）を出版する。フレーゲ、ゲッチンゲン大学のエルンスト・シェリング（関数論）の許で学位を取得し、イェーナ大学に戻る。
- 1874年 アッベ、4月30日に次女のパウラが生まれる。フレーゲ、イェーナ大学の私講師となる。
- 1875年 カール・ツァイスの光学工房で匿名のパートナーになる。会社の健康保険基金を設立する。
- 1877年 (-1900年)アッベ、イェーナ天文台の台長になる。
- 1878年 アッベ、イェーナ大学の名誉教授に任命される。
- 1879年 アッベ、光学ガラスの新しい種類を開発するためにオットー・ショット（1851年-1935年）と初めて接触する。フレーゲ、師匠のアッベの学究とは全く無関係の『概念記法』を発刊、直後にイェーナ大学の数学員外教授に招かれる[20]。
- 1883年 アッベ、カール・ツァイス並びにローデリヒ・ツァイスと正式なパートナーになる新しいパートナーシップ契約を結ぶ。
- 1884年 アッベ、ショットやツァイス父子とガラス技術実験所ショット・ウント・ゲノッセン（現在のショット社）を設立する。
- 1886年 アッベ、イェーナ大学を助成するための科学的目的の寄付による基金を設置する。
- 1887年 退職者とその扶養家族に提供する年金のための基金を設置する。
- 1888年 12月3日にカール・ツァイスがイェーナで亡くなる。
- 1889年 アッベ、カール・ツァイス社の単独経営者になる。イェーナ大学での教職活動から退く。5月19日にカールツァイス財団を創設する。
- 1896年 フレーゲ、アッベの推挙とカール・ツァイス財団の財政支援によりイェーナ大学の客員正教授（ordentlicher Honorarprofessor）に招聘される[21]。
- 1905年 アッベ、イエナで病気のため亡くなる。